# Kielce Białogon
Kielce Białogon – stacja kolejowa w Kielcach znajdująca się na południu miasta w dzielnicy Białogon, na linii nr 8 łączącej Warszawę z Krakowem. Stacja obsługuje ruch pasażerski oraz umożliwia odprawę przesyłek towarowych dla posiadaczy pobliskich bocznic kolejowych.

## Ruch pasażerski[1]
| Rok  | Wymiana pasażerska na dobę |
| ---- | -------------------------- |
| 2017 | 10-19                      |
| 2018 | 10-19                      |
| 2019 | 10-19                      |
| 2020 | 10-19                      |
| 2021 | 10-19                      |
| 2022 | 20-49                      |
| 2023 | 20-49                      |